# Judo-Grand-Slam-Turnier
Ein Judo-Grand-Slam-Turnier ist ein internationales Judo-Turnier. Grand-Slam-Turniere sind nach den Olympischen Spielen und den Judo-Weltmeisterschaften die ranghöchsten weltweiten Judo-Turniere, also die Turniere, bei denen die Judoka die meisten Weltranglistenpunkte erwerben können.
Das erste Grand-Slam-Turnier wurde im Dezember 2008 in Tokio ausgetragen. 2009 kamen Turniere in Paris, Moskau und Rio de Janeiro hinzu. 2013 wurde Rio de Janeiro durch Baku ersetzt. Bis 2013 gab es vier Grand-Slam-Turniere pro Jahr. 2014 kam mit dem Turnier in Abu Dhabi ein fünftes Turnier hinzu, bis 2018 waren es fünf Turniere und 2019 waren es sieben Turniere.
Der Jahresverlauf war bis 2019 in der Regel so, dass als erstes Turnier im Februar das Turnier in Paris ist, gefolgt vom Turnier in Düsseldorf und dem Turnier in Russland. Im Mai folgt das Turnier in Baku. 2019 fand Anfang Oktober ein Turnier in Brasilia statt, Ende Oktober ist das Turnier in Abu Dhabi und im November oder Dezember ist das Turnier in Japan.
2020 fanden die ersten beiden Turniere in Paris und Düsseldorf statt, danach wurden alle geplanten Turniere wegen der COVID-19-Pandemie abgesagt. Ende Oktober wurde stattdessen ein Turnier in Budapest angesetzt. Auch 2021 wurden mehrere Turniere ausgetragen, die nicht an den Standorten der Vor-Corona-Zeit stattfanden. Im Rahmenterminplan für 2025 sind neun Grand-Slam-Turniere vorgesehen. Einige Turniere, die während der Pandemie zu Grand-Slam-Turnieren aufgerückt sind, sollen gemäß dem Rahmenterminplan auch weiterhin Grand-Slam-Turniere bleiben.

## Turniere
(Stand 27. Juli 2025)
| Turnier                | Austragungsort | Austragungsland              | Turnieranzahl | Austragungsmonat  | von/bis                 | Anmerkungen |
| ---------------------- | -------------- | ---------------------------- | ------------- | ----------------- | ----------------------- | --- |
| Turnier in Paris       | Paris          | Frankreich                   | 17            | Februar           | seit 2009               | 2015 und 2021 im Oktober |
| Turnier in Japan       | Tokio          | Japan                        | 13            | November/Dezember | 2008–2017 und seit 2022 | Wegen Renovierung der Halle 2018 und 2019 durch Osaka ersetzt.                                                               |
| Turnier in Japan       | Osaka          | Japan                        | 2             | November          | 2018–2019               | Ersatz für Tokio |
| Turnier in Russland    | Moskau         | Russland                     | 5             | Mai/Juli          | 2009–2013               | ab 2014 durch Tjumen ersetzt                                                                                                 |
| Turnier in Russland    | Tjumen         | Russland                     | 3             | Juli              | 2014–2016               | Nachfolge von Moskau, ab 2017 durch Jekaterinburg ersetzt                                                                    |
| Turnier in Russland    | Jekaterinburg  | Russland                     | 3             | März/Mai          | 2017–2019               | Nachfolge von Tjumen. Die Austragung 2020 wurde abgesagt.                                                                    |
| Turnier in Russland    | Kasan          | Russland                     | 1             | Mai               | 2021                    | |
| Turnier in Brasilien   | Rio de Janeiro | Brasilien                    | 4             | Mai, Juni, Juli   | 2009–2012               | |
| Turnier in Brasilien   | Brasília       | Brasilien                    | 1             | Oktober           | 2019                    | |
| Turnier in Baku        | Baku           | Aserbaidschan                | 11            | März/Mai          | seit 2013               | nicht 2018 (wegen WM 2018 in Baku)                                                                                           |
| Turnier in Abu Dhabi   | Abu Dhabi      | Vereinigte Arabische Emirate | 10            | Oktober           | seit 2014               | |
| Turnier in Düsseldorf  | Düsseldorf     | Deutschland                  | 3             | Februar           | 2018 bis 2020           | 2018 als Ersatz für Baku, behielt seinen Status                                                                              |
| Turnier in Budapest    | Budapest       | Ungarn                       | 2             | Juli oder Oktober | 2020 bis 2022           | Als Ersatz für Grand-Slam-Turniere, die wegen der COVID-19-Pandemie abgesagt wurden.                                         |
| Turnier in Tel Aviv    | Tel Aviv       | Israel                       | 3             | Februar           | 2021 bis 2023           | |
| Turnier in Taschkent   | Taschkent      | Usbekistan                   | 4             | März              | seit 2021               | Als Ersatz für Grand-Slam-Turniere, die wegen der COVID-19-Pandemie abgesagt wurden. Nicht 2022 (wegen WM 2022 in Taschkent) |
| Turnier in Tiflis      | Tiflis         | Georgien                     | 5             | März              | seit 2021               | Als Ersatz für Grand-Slam-Turniere, die wegen der COVID-19-Pandemie abgesagt wurden.                                         |
| Turnier in Antalya     | Antalya        | Türkei                       | 4             | April             | 2021 bis 2024           | |
| Turnier in Ulaanbaatar | Ulaanbaatar    | Mongolei                     | 3             | Juni/Juli         | seit 2022               | |
| Turnier in Astana      | Astana         | Kasachstan                   | 3             | Mai/Juni          | seit 2023               | |
| Turnier in Duschanbe   | Duschanbe      | Tadschikistan                | 1             | Mai               | seit 2025               | |